# Gottfried Winter
Gottfried Adam Winter (ur. 1917, zm. ?) – zbrodniarz nazistowski, członek załogi niemieckiego obozu koncentracyjnego Dachau i SS-Oberscharführer.
Z zawodu rolnik. Członek Waffen-SS od 1936. Od 1939 do 14 grudnia 1942 pełnił służbę w obozie głównym Dachau. Pełnił funkcję Blockführera, konwojował drużyny robocze i kierował komandami więźniarskimi. Następnie przeniesiony został na front.
Po zakończeniu wojny Winter został osądzony przez amerykański Trybunał Wojskowy w Dachau w dniach 17–20 stycznia 1947. Skazano go na 20 lat pozbawienia wolności. Jak ustalono podczas postępowania sądowego, oskarżony wymierzał więźniom karę chłosty. Odprowadzał również ofiary na miejsca egzekucji przez rozstrzelanie. Poza tym wielokrotnie maltretował więźniów bez powodu. Wyrok został zatwierdzony 30 lipca 1947.